# Luděk Lichnovský
Luděk Lichnovský, né le 9 février 1995 à Olomouc, est un coureur cycliste tchèque. Il participe à des compétitions sur route et sur piste.

## Palmarès sur piste

### Championnats nationaux
- 2015
  -  Champion de République tchèque de course aux points
- 2016
  - 3e du championnat de République tchèque de l'omnium
- 2017
  - 3e du championnat de République tchèque de poursuite par équipes
- 2018
  -  Champion de République tchèque de l'américaine (avec Daniel Babor)
  -  Champion de République tchèque de course aux points
  - 3e du championnat de République tchèque de poursuite par équipes
  - 3e du championnat de République tchèque de l'omnium
- 2019
  - 2e du championnat de République tchèque de course aux points
  - 3e du championnat de République tchèque de poursuite par équipes

## Palmarès sur route

### Par année
- 2017
  - 2e du championnat de République tchèque sur route espoirs

### Classements mondiaux
| Année                                 | 2016  |
| ------------------------------------- | ----- |
| Classement mondial                    | 2450e |
| UCI Europe Tour                       | 1627e |
|                                       |       |
| Légende : nc = non classéSource : UCI |       |